# Henri Germain (banquier)
Pour les articles homonymes, voir Henri Germain et Germain.
 (janvier 2020).
Si vous disposez d'ouvrages ou d'articles de référence ou si vous connaissez des sites web de qualité traitant du thème abordé ici, merci de compléter l'article en donnant les références utiles à sa vérifiabilité et en les liant à la section « Notes et références ».
Henri Germain, né le 19 février 1824 à Lyon et mort le 2 février 1905 à Paris, est un banquier et homme politique français, fondateur du Crédit lyonnais.
En 1904, il formalise la « doctrine Germain », un mode de gestion bancaire qui encadre l'emploi des fonds détenus par les banques selon l'origine et les caractéristiques de ces fonds.

## Biographie

### Situation personnelle
Antoine Marie Henri Germain naît le 19 février 1824 à Lyon. Fils d'Henri Germain, négociant en soieries, et de Claudine Lupin, il est le père de Marie-Thérèse Germain (épouse de Georges Brincard), d'Henriette Germain (épouse d'Edmond Fabre-Luce et mère d'Alfred Fabre-Luce) et de l'écrivain André Germain (1881-1971) qui, bien qu'homosexuel notoire, a brièvement été marié à Edmée Daudet, fille d'Alphonse Daudet.
Il fait ses études au Collège royal de Lyon, puis devient étudiant en droit à Paris. Il est avocat en 1846 et s’inscrit alors au barreau de Lyon.
Le 30 mai 1850, il épouse Laure-Clotilde Dumoy, 19 ans, fille unique et orpheline d'un négociant qui lui apporte en dot plus d'un million de francs en capital, actions et terrains, ce qui lui permet de vivre en rentier. Proche d'Arlès-Dufour, il fonde avec lui le Magasin général des soies de Lyon. Ses réseaux lyonnais et parisiens lui permettent de devenir administrateur de nombreuses sociétés industrielles et bancaires.
En 1859, il achète le château de La Pape, situé à Rillieux-la-Pape. Sa femme Laure-Clotilde y meurt en 1867.

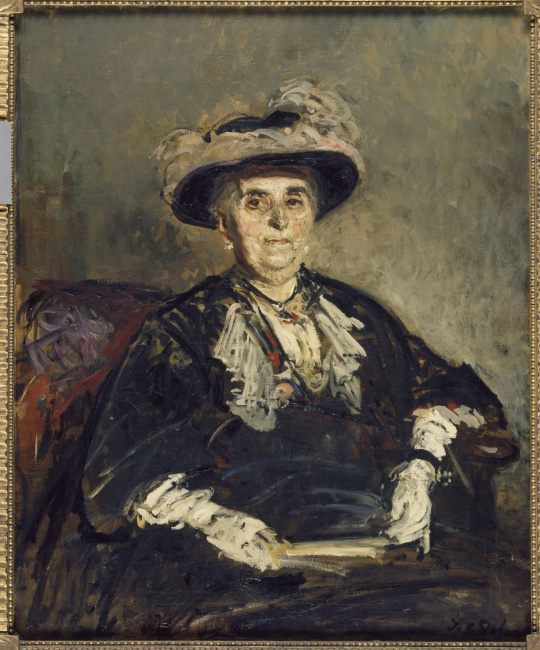
Portrait de Mme Henri Germain, née Blanche Vuitry (1840-1913).

En 1869, il épouse en secondes noces Blanche Vuitry, fille d'Adolphe Vuitry (1813-1885), président du Conseil d'Etat. C'est l'année où il rentre en politique.
En 1882, Henri Germain et son épouse Blanche sont propriétaires de la Villa Orangini, à Nice. Le parc d'acclimatation, aujourd'hui loti, de cette demeure prestigieuse est redessiné par le paysagiste Sébastien-Marcel Biasini.
En 1892, il ouvre à Cannes le boulevard de la Foncière-Lyonnaise (actuel boulevard Carnot) ; il est ainsi à l’origine de la fortune du quartier.
Il meurt le 2 février 1905 à son domicile parisien, situé au no 89 de la rue du Faubourg-Saint-Honoré.

### Carrière de banquier
En juillet 1863, Henri Germain est le premier actionnaire du Crédit lyonnais et en devient président. La société est dotée d’un capital de 20 millions de francs (40 000 actions de 500 francs). Il s'agit d'une banque de dépôt ouverte à tous, à condition d'effectuer un premier versement de 50 francs.

#### Originalité du Crédit lyonnais
À l'époque, les établissements financiers existants ne se préoccupent pas de l'épargne populaire. Henri Germain fait l'inverse : il s'adresse aux petits déposants et rémunère les comptes. C'est ainsi qu'il peut contribuer au financement de l'industrie naissante. Il a utilisé, pour la création de la société, la souplesse résultant de la nouvelle loi sur les sociétés (loi du 28 mai 1863), qui ne nécessitait plus d'autorisation gouvernementale pour la création d'un établissement bancaire.

#### Politique de placements
Banquier et financier de premier plan, homme politique discret mais influent, la vie d'Henri Germain se confond en grande partie avec le Crédit lyonnais, banque dont il a été l'un des fondateurs et le principal animateur de 1863 à sa mort, en 1905. Tous les témoins le décrivent comme secret, autoritaire voire tyrannique et il prend seul les grandes décisions.
Sous son impulsion, la banque va rapidement évoluer d'une banque de financement de l'industrie locale vers des investissements plus spéculatifs à l'étranger, ainsi que des placements uniquement financiers. Elle fera des bénéfices substantiels par le placement de l'emprunt de guerre en 1872-1873. De banque régionale, elle devient nationale (siège à Paris en 1882) , puis internationale par la création d'un vaste réseau d'agences. Il est à l'origine de la création de la Société foncière Lyonnaise (1879) et de la Lyonnaise des Eaux (1880). L'association de ces deux sociétés qui construisaient des ensembles immobiliers complet dans l'ouest parisien et la Côte d'azur, fut très profitable au Crédit Lyonnais.

#### La «doctrine Germain»
La doctrine Germain préconise la séparation des activités de Banques de dépôt de celles des Banques d'investissement ou d'affaires. Elle est élaborée à la suite du krach de l'Union Générale de 1881.
Henri Germain adopte en 1882 puis formule en 1904 ce concept qui inspire le mouvement et les pratiques de spécialisation du secteur bancaire, intervenus entre les années 1880 et 1914 — donc avant les lois adoptées en 1941 qui imposent cette spécialisation.
Henri Germain pointe en effet les prises de risques excessives opérées par certains banquiers imprudents qui sont tentés de financer dans une proportion exagérée des investissements à long terme avec des ressources collectées à court terme (notamment les dépôts à vue des épargnants). Pour empêcher ou réduire ces pratiques potentiellement dangereuses, l'exercice des activités de banque de dépôt, de banque d'investissement ou de banque d'affaires doit être strictement distingué au sein d'un même organisme bancaire, et mieux être séparé en obligeant les institutions financières à se spécialiser. Cette vision de l'exercice spécialisé de la pratique de l'activité bancaire fait l'objet d'une controverse périodique au sein de la profession bancaire. Ceci explique que la réglementation concernant la séparation des métiers bancaires connait des périodes de va-et-vient, tantôt pour la renforcer, tantôt pour la supprimer en défendant le principe opposé d'une « banque à tout faire ».
Jusqu'à la crise financière de 2008, le mouvement des idées évolue plutôt dans le sens d'une déréglementation ou dérégulation pour laisser aux organismes bancaires la liberté de pratiquer simultanément les deux métiers (voir notamment la controverse née aux États-Unis, autour de l'abandon du Glass-Steagall Act).
Depuis cette date, à la suite des difficultés enregistrées par nombre d'établissements bancaires, l'idée d'une réglementation plus stricte de l'exercice de la profession bancaire revient sur le devant de la scène. Voir à ce sujet les nouveaux épisodes de la controverse : règle Volcker et Dodd-Frank Act aux États-Unis. Ainsi que les exigences de la nouvelle réglementation bancaire — dite Bâle III — instaurée par le Comité de Bâle, pour lequel la profession bancaire réclame sinon la suppression, du moins des aménagements.

### Carrière politique
Il est élu comme député au Corps Législatif dans la circonscription de Trévoux dans l'Ain. Il est de sensibilité libérale sur le plan économique. Il est hostile au ministère Ferry qui prône le colonialisme, qui détourne les capitaux des l'investissement en France et la politique anti-religieuse.Il est rigoriste sur le plan budgétaire et refuse le financement du déficit par l'emprunt. Selon lui il doit être financé par l'impôt et l'augmentation des retâtes doit passer par l'impôt sur le revenu.
Dans le domaine social, il épouse les thèses de Fréderic Le Play, qui prône un paternalisme sans honte

### Chemin de fer
En 1863, il est avec François Barthélemy Arlès-Dufour et Amédée Sellier, le concessionnaire du chemin de fer de Sathonay à Bourg par Villars. Concession qu'ils rétrocèdent à la Compagnie de la Dombes dont il devient administrateur lors de sa création en 1864. Il crée cette société anonyme avec François Barthélemy Arlès-Dufour, Louis Frémy, Alexandre Bodin, Léopold Le Hon, Félix Mangini, Amédée Sellier et Lucien Mangini, ce dernier agissant en son nom personnel et celui de messieurs Louis Guérin et Gabriel Saint-Olive.

## Résumé des fonctions et mandats
Économie
- 1863 : président-fondateur du Crédit lyonnais, sous l'impulsion de François Barthélemy Arlès-Dufour ;
- 1879 : président-fondateur de la Société foncière lyonnaise.

Politique
- 1871-1883 : président du conseil général de l'Ain ;
- 1869-1885, puis 1889-1893 : député de l'Ain, à la suite de sa victoire contre le député sortant, Alexandre Bodin de Montribloud. Il est, en mai 1877, l'un des signataires du manifeste des 363[13].

Divers
- Membre de l'Académie des sciences morales et politiques, en 1886 dans la section d'économie politique..
- Premier président de la Société d'enseignement professionnel du Rhône, créée par Arlès-Dufour.

## Publications
- La Situation financière de la France en 1886 ;
- L’État politique de la France en 1886.

## Distinction et Hommage

### Décoration
- Chevalier de la Légion d'honneur (1er juillet 1867)[14]

### Postérité
Il existe la rue Henri-Germain à Lyon ; mais aussi à Cannes et au Cannet.